# Kasane
Kasane ist eine Stadt in Botswana mit 9095 Einwohnern (Stand: 2022). Sie liegt im Chobe District nahe dem Vierländereck von Botswana, Namibia, Sambia und Simbabwe am Chobe, der auch die nordöstliche Grenze des Chobe-Nationalparks bildet, sowie in der Nähe der Mündung des Chobe in den Sambesi.
Aufgrund der günstigen Verkehrsinfrastruktur ist Kasane Anlaufpunkt für Touristen. Der Flughafen Kasane ist über Linienflüge von Maun, Gaborone und Johannesburg erreichbar. Charterflüge verbinden die Lodges in anderen Landesteilen mit Kasane. Es gibt Straßenverbindungen in das Okavangodelta, Richtung Francistown sowie in den namibischen Caprivizipfel nach Katima Mulilo und nach Victoria Falls, Simbabwe. Die Kazungula Bridge führt von der benachbarten Stadt Kazungula über den Grenzfluss Sambesi nach Sambia, etwa zur sambischen Seite der Victoriafälle.

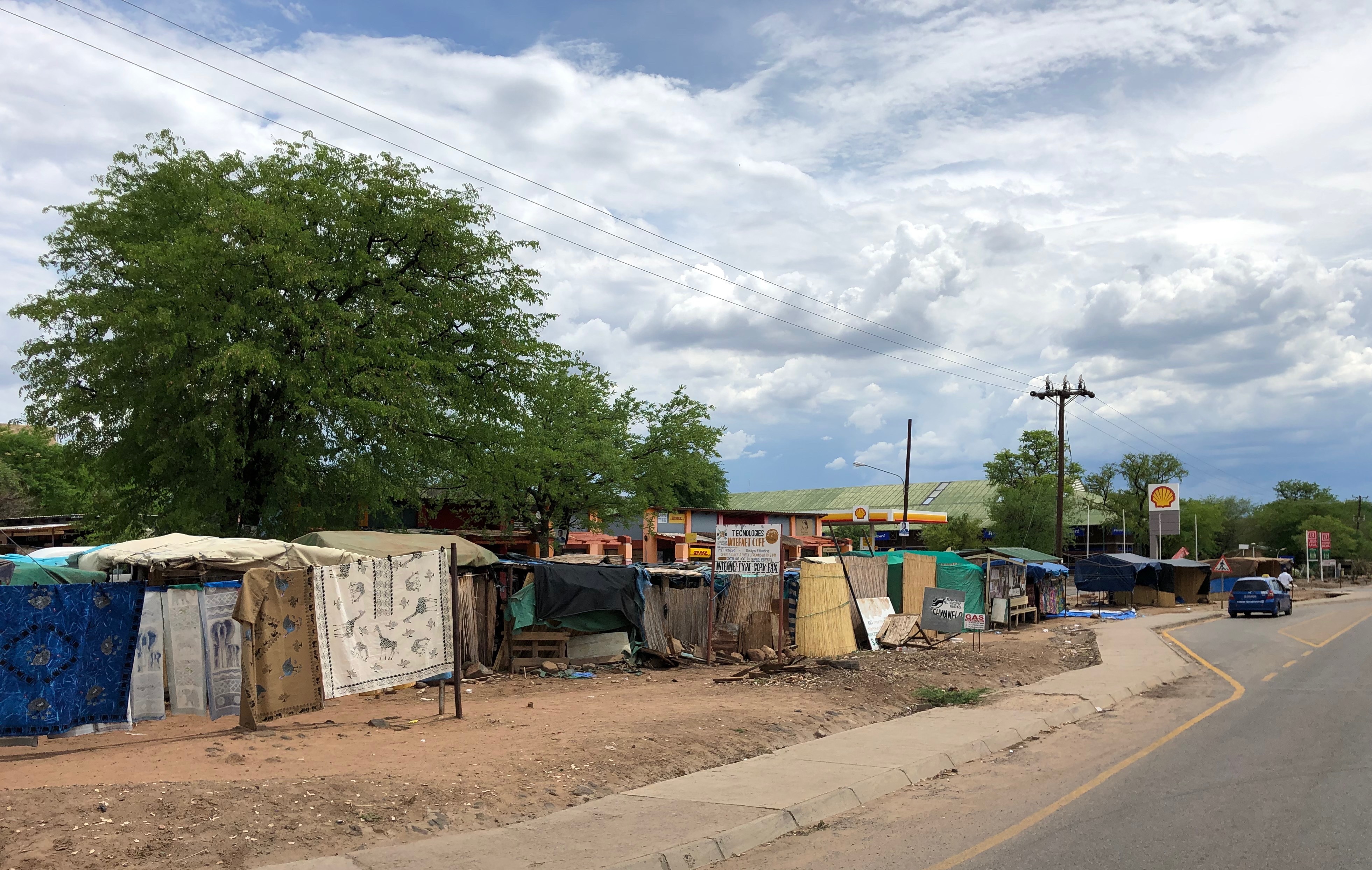
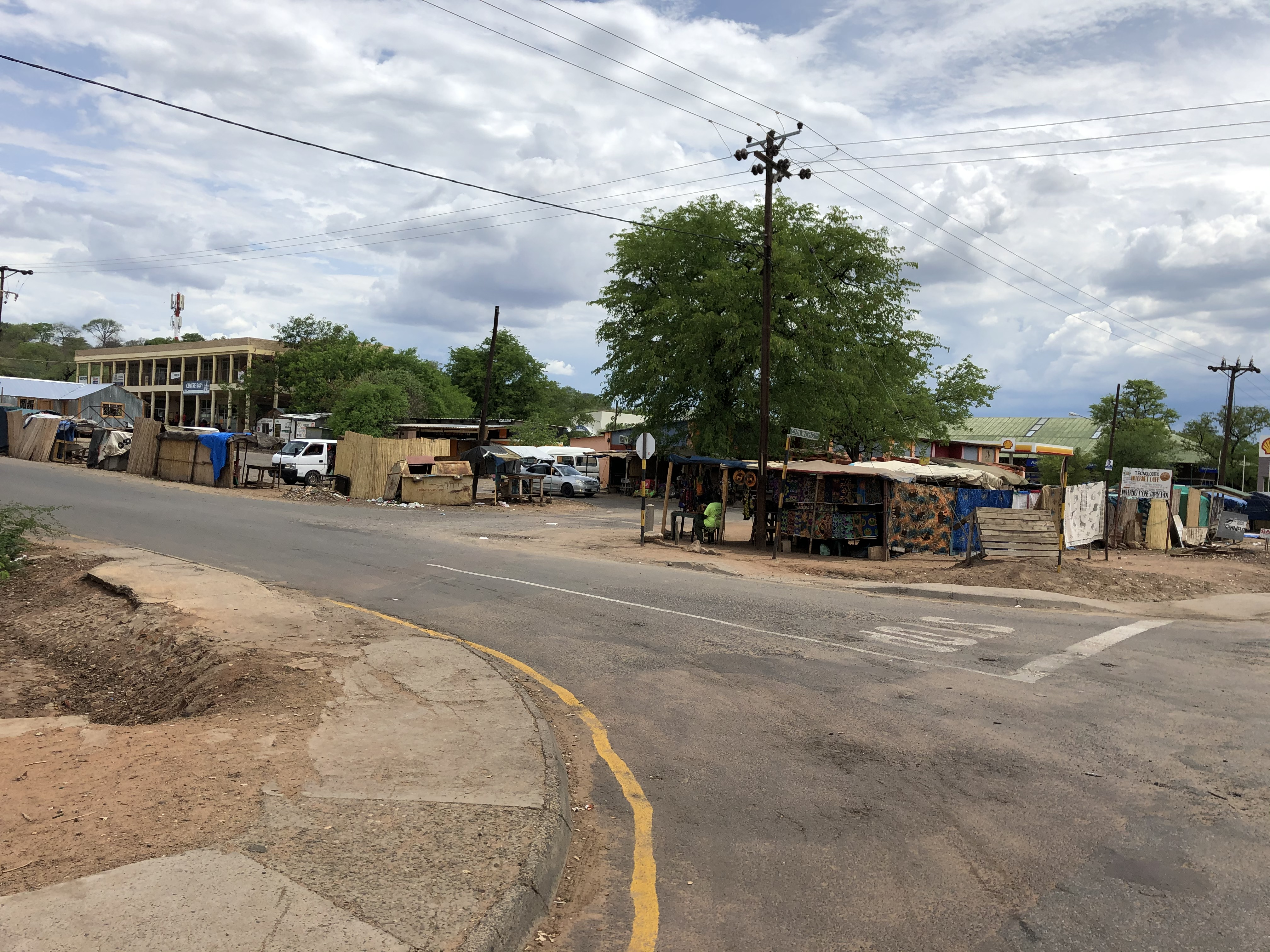
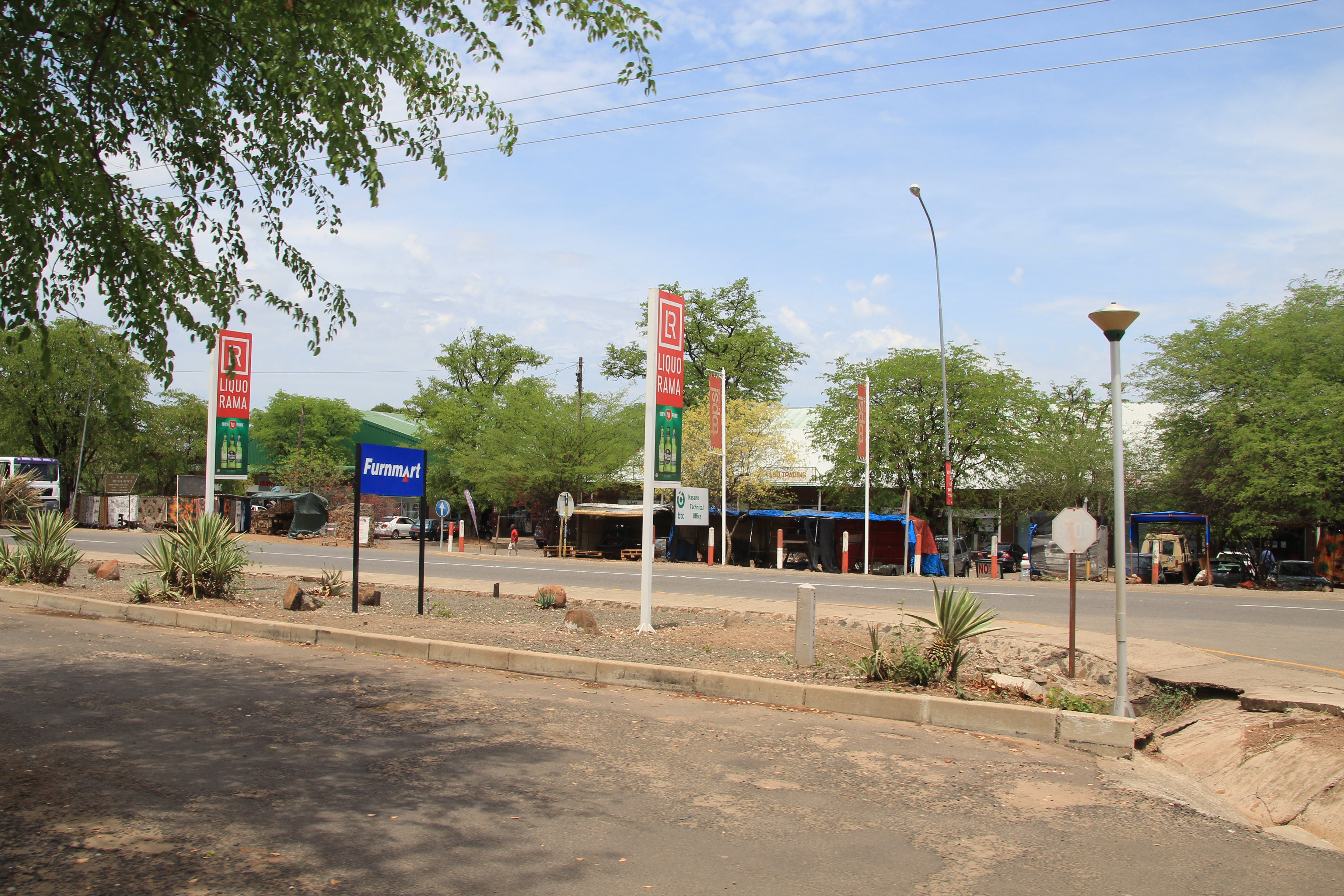
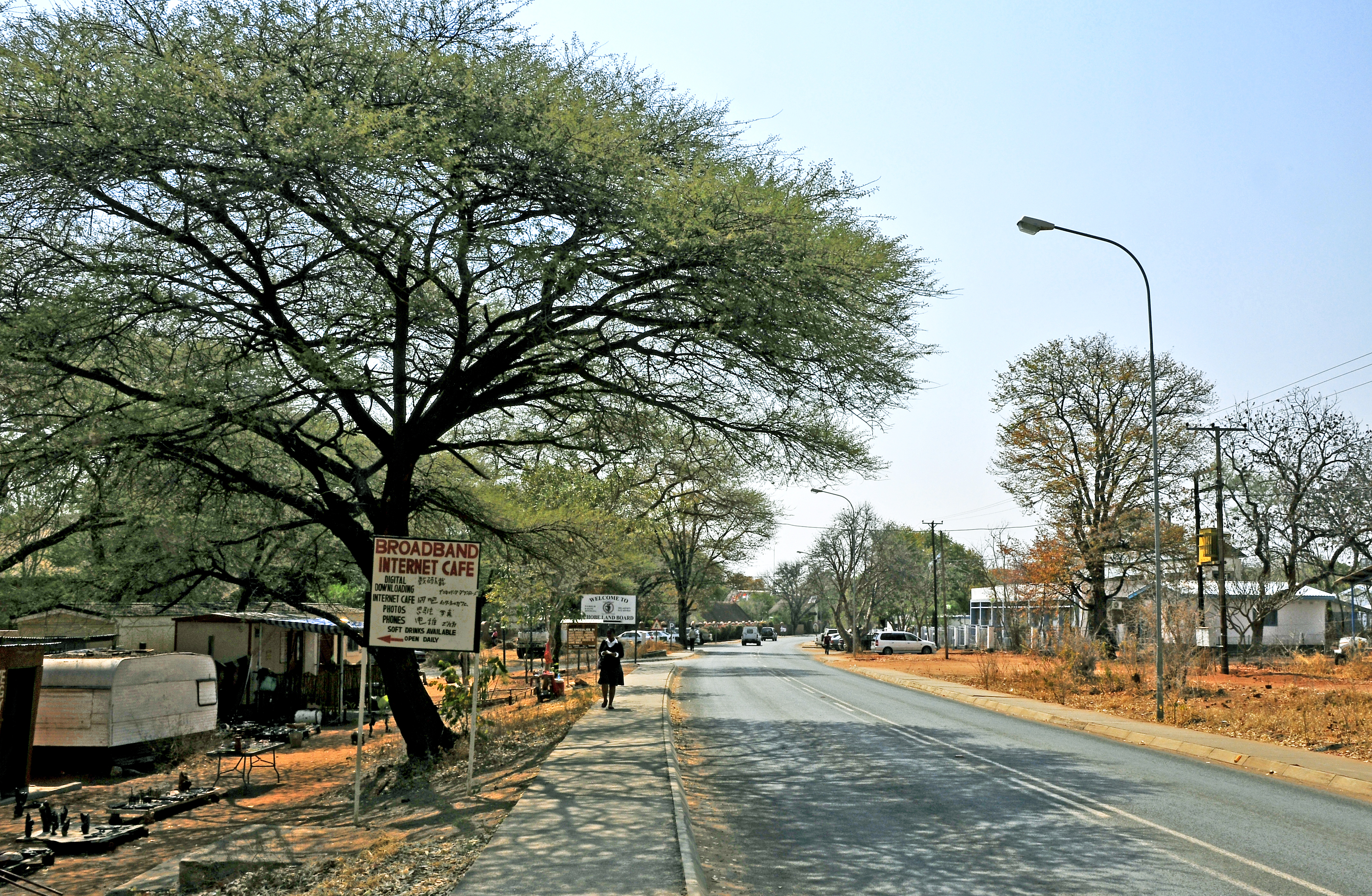
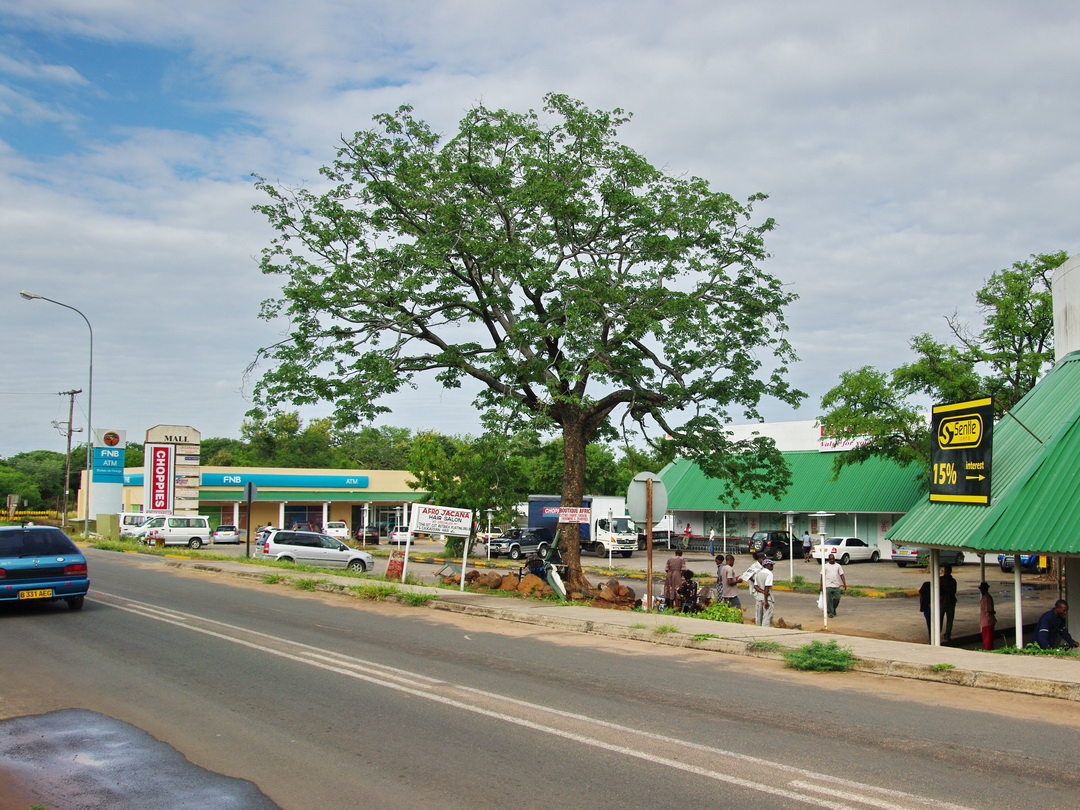
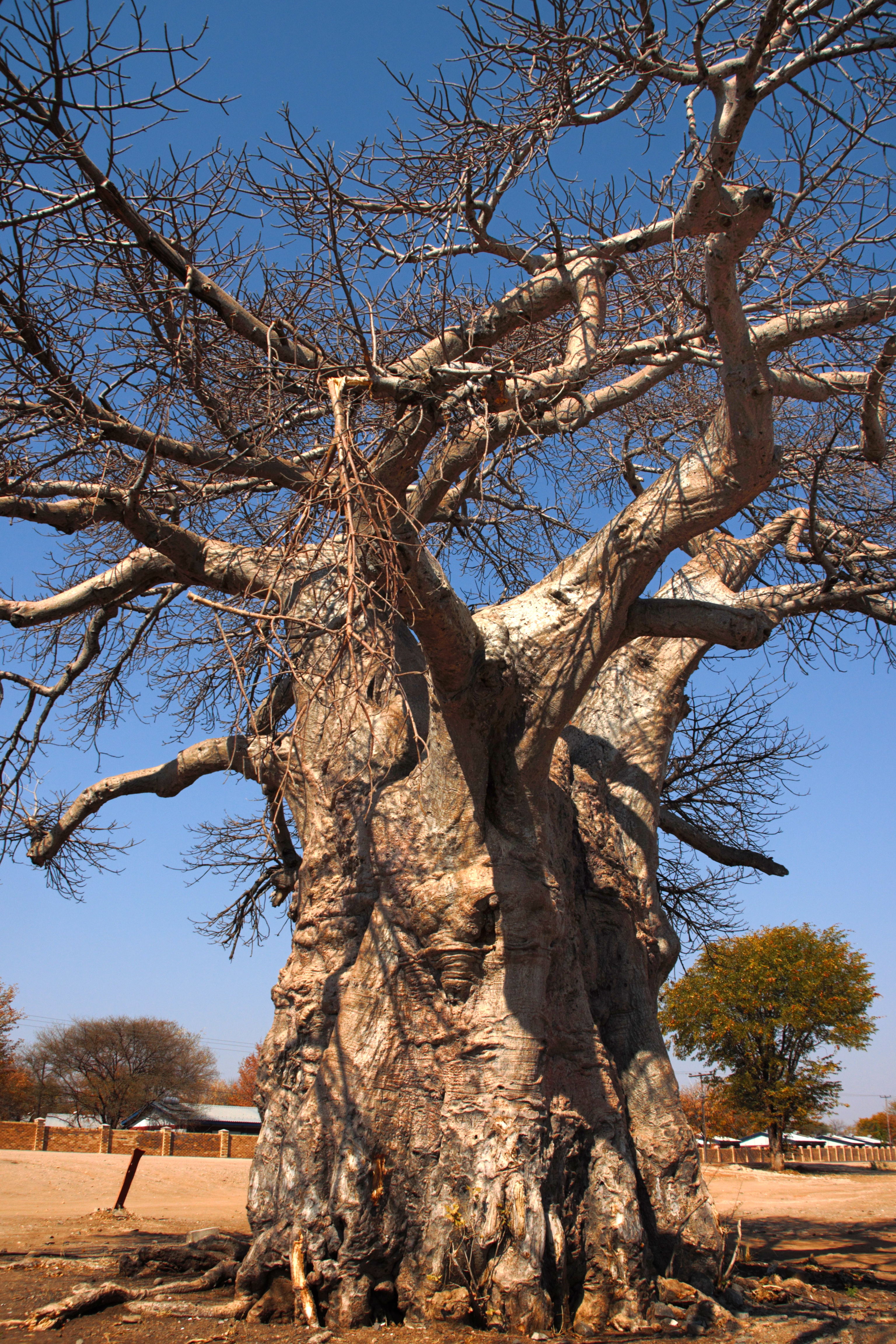
Baobab am Ortsrand von Kasane